# Sinn Bodhi
Nicholas Cvjetkovich, meglio conosciuto con lo pseudonimo Sinn Bodhi (Toronto, 29 agosto 1973), è un wrestler canadese di origini serbe.

## Carriera

### Circuito indipendente (2000–2007)
Cvjetkovich è stato allenato da ex wrestler come Ron Hutchinson e Rob Fuego ad Orangeville. Ha ottenuto la sua cintura nera all'Alex Atkinson's Black Belt Institute. Il suo match di debutto è arrivato nel 2000, contro El Fuego, durante l'evento Apocalypse Wrestling Federation's Iron Man Tournament della Canadian National Exhibition. È poi rimasto con l'American Wrestling Federation fino a febbraio 2001. Ha poi lavorato con la promotion di Scott D'Amore, la Border City Wrestling, usando il ring name Lucifer Love (la AWF non permetteva ai suoi dipendenti di lavorare con altre federazioni, perciò Cvjetkovic ha cambiato nome e gimmick per non essere riconosciuto).
A maggio e giugno 2001, Cvjetkovich ha effettuato dei tour in Inghilterra, con la All-Star Wrestling, dove ha lottato insieme a Joe E. Legend, sconfiggendo wrestler come Tatonka, Joe Gomez e Jake Roberts. Poco dopo il ritorno dall'Inghilterra, ha lavorato per la Northern Championship Wrestling, a Montréal. È tornato alla AWF alla fine del 2001, dove ha partecipato ancora una volta all'Iron Man Tournament, prima di firmare un tag team con Fabian Stokes, chiamato High Maintenance. Cvjetkovich ha lottato anche diverse volte per la Twin Wrestling Entertainment, disputando incontri per tutto l'Ontario, sfidando leggende come King Kong Bundy e Jim Duggan. Nelle estati del 2002 e del 2003, Cvjetkovich ha lottato nella Nuova Scozia, nel Nuovo Brunswick e nell'isola del Principe Edoardo per la All Canadian Wrestling. Ad agosto 2003, si è aggiudicato l'ACW Heavyweight Championship.
Nel tardo 2003, Cvjetkovich è apparso con Elvis Elliot a Fallout 2003, il 27 settembre. Con il suo compagno di coppia, si è aggiudicato il titolo di categoria. Nel giro di un mese, però, persero le cinture. Cvjetkovich ha così lottato per diverse federazioni canadesi finché, a marzo 2004, non è tornato in coppia con Elliot e i due si sono aggiudicati diversi titoli locali.
Alla fine del 2004, Cvjetkovich ha lottato alcuni Dark match per la WWE, in tutto il Canada. Il 26 giugno 2005, durante l'evento Warrior 1 Pro Wrestling LIVE!, ha lottato in coppia con Elliott (che nel frattempo ha cambiato nome in Elvis Ozbourne), ma è stato sconfitto dal Team Canada (Petey Williams e Bobby Roode).
Ha formato, sempre con Ozbourne, The Beasts of Burden. È tornato poi alla TWE, ha lottato contro Al Snow. Successivamente, in altre federazioni, ha sfidato wrestler come Roode, Jake Roberts e Pat Tanaka.

### World Wrestling Entertainment (2007–2008)
Cvjetkovich ha firmato un contratto con la World Wrestling Entertainment il 12 luglio 2007. Il 13 ottobre 2007 ha debuttato nella Florida Championship Wrestling, sotto il ring name Sinn Bowdee.
Il 10 ottobre 2008, durante l'edizione di SmackDown, alcune vignette hanno pubblicizzato il suo esordio, con il nome di Kizarny. Tuttavia, la WWE lo ha licenziato subito dopo il suo debutto, avvenuto il 2 gennaio contro MVP, perché secondo quest'ultimo non sapeva assolutamente nulla di ciò che doveva fare. Inoltre gli altri lottatori hanno segnalato un comportamento poco rispettoso nel backstage.

### Circuito indipendente (2008–presente)
Cvjetkovich ha fatto la sua comparsa nel World Wrestling Council dopo la sua liberazione dalla WWE e poi qualche tour in Giappone. A partire dal 18 giugno Cvjetkovich ha fatto parte del Jim Circus vs Jake "The Snake" Roberts tour, che ha caratterizzato il circo SideShow che agisce in concorrenza con i professionisti di wrestling in una battaglia l'uno contro l'altro. Cvjetkovich era nel main event ogni sera, combattendo sempre contro Roberts.

## Personaggio

### Mosse finali
- Sinn Kick (360° enzuigiri)
- Taulla Bella (Double underhook DDT)

### Soprannomi
- "Carnival Freak"
- "Warlord of Weird"

### Manager
- Stacy Carter
- Traci Brooks

### Musiche d'ingresso
- Entry of the Gladiators dei Big Top Orchestra
- Symphony of Destruction dei Megadeth
- Karnival di Kenny Wootton

## Titoli e riconoscimenti
- All Canadian Wrestling
  - ACW Heavyweight Championship (1)
- Championship International Wrestling
  - CIW Tag Team Championship (1) – con Elvis Elliot
- Destiny Wrestling Organization
  - DWO Tag Team Championship (1) – con Hobo Hank
- Devotion Championship Wrestling
  - DCW Core Championship (1)
- Independent Wrestling Revolution
  - IWR Tag Team Championship (1) – con Elvis Elliot
- NWA Bluegrass
  - NWA Bluegrass Heavyweight Championship (1)
- Ohio Valley Wrestling
  - OVW Anarchy Championship (1)
- Power Precision Pro Wrestling Alliance
  - 3PWA Heavyweight Championship (1)
- Pro Wrestling Illustrated
  - 223° tra i 500 migliori wrestler singoli nella PWI 500 (2007)
- Rocket City Championship Wrestling
  - RCCW Worlds Heavyweight Championship (1)
- Universal Championship Wrestling
  - UCW World Heavyweight Championship (1)
- West Coast Wrestling Connection
  - WCWC Tag Team Championship (2) – con Gangrel